# Daniel Stern (psychologue)
Pour les articles homonymes, voir Stern et Daniel Stern.
Daniel Stern, né le 16 août 1934 et mort le 12 novembre 2012, est un pédopsychiatre, professeur émérite de psychologie à l'Université de Genève, et psychanalyste américain, praticien à l'Hôpital de New York et membre de la faculté du Centre de Psychanalyse à Columbia University, New York.
En 1977 il publie Mère-enfant, les premières relations (titre original : The First Relationship: Infant and Mother). Il y propose une théorisation du développement relationnel du nourrisson qui s'oppose au principe jusque-là non remis en question d'un ressenti originel de fusion avec la mère, que l'on retrouve notamment dans les théories développées par Donald Winnicott.
En 1985 il publie Le monde interpersonnel du nourrisson (en anglais en:The Interpersonal World of the Infant), ouvrage central d'une théorisation qui distingue des domaines de développement et non des phases, domaines qui correspondent à l'acquisition de différentes facettes du sens du soi.
Après deux autres ouvrages, il publie en 1997 La Naissance d’une mère, écrit en collaboration avec son épouse, Nadia Bruschweiler-Stern, qui propose une représentation du psychisme de la femme enceinte, et de l'image qu'une mère se donne de son futur enfant.